# Bitwa pod Krotoszynem
Bitwa pod Krotoszynem-Zdunami – potyczka konfederatów barskich z siłami rosyjskimi, do której doszło pod Krotoszynem i Zdunami 14 czerwca 1768.
Na początku czerwca 1768 Wojciech Rydzyński rozpoczął gromadzenie jednostek wojska koronnego, które zamierzał wykorzystać do walki zbrojnej przeciwko oddziałom rosyjskim znajdującym się w Poznaniu i Toruniu. Ścigany przez znaczne oddziały rosyjskie pod dowództwem ppłka Konstantinowa i mjra Iwana Drewicza liczące 1500 żołnierzy i 2 działa. Wcześniej W. Rydzyński ścierał się z powodzeniem z przednimi strażami Rosjan w dniu 12 czerwca pod Raszkowem.
Oddział Wojciecha Rydzyńskiego składał się z:
- chorągwi husarskiej ziem podolskich (dowodzona przez Wojciecha Rydzyńskiego)
- chorągwi husarskiej wojewody mazowieckiego
- chorągwi pancernej wojewody smoleńskiego
- chorągwi pancernej starosty czerwonogrodzkiego
- chorągwi huzarskiej starosty kowalskiego i młodzieszyńskiego (Stanisława Dąmbskiego)
- chorągiew pancerną starosty lanckorońskiego (Józefa Wielopolskiego)
- chorągiew husarska referendarza koronnego
- chorągiew straży przedniej Byszewskiego  rotmistrza Mieszkowskiego
- dezerterzy z Regimentu Pieszego Koronnego im. Królewicza gen. mjra K. W. Schacka
- regiment konny Joachima Potockiego pod dowództwem kpt. Laskowskiego (w sile około 150 żołnierzy)

Bitwa miała dwie fazy.
W pierwszej fazie Wojciech Rydzyński ustawił swoje wojsko w szyku i przyjął bitwę. W pierwszej fazie o ostrzale przez artylerię rosyjską regiment dragonów Joachima Potockiego uderzył na piechotę rosyjską i przełamał ją. Przewaga przeciwnika była jednak wyraźna i po dłuższej walce Wojciech Rydzyński wydał polecenie do odwrotu (ustrzelono pod nim konia). Odwrót początkowo składny przemienił się w totalną porażkę. Oddział Rydzyńskiego cofał się w porządku aż pod Zduny, gdzie przeciwko Polakom wystąpili zbrojnie mieszczanie-dysydenci zduńscy.
Tu rozpoczęła się druga fazy bitwy. Zablokowawszy ulicę uniemożliwili wycofanie taboru, a przeciwko konfederatom mieszkańcy Zdun wystąpili zbrojnie z wespół z żołnierzami rosyjskimi. Rozbite oddziały konfederatów uciekały, aż za granicę śląską, ścigane przez Rosjan aż pod Milicz. Tutaj konfederaci rozsypali się w drobne grupy, a część z nich wcielono później siłą do armii pruskiej.
Straty oddziału Rydzyńskiego wyniosły 23 zabitych Polaków, w tym 13 dragonów, 37 wzięto do niewoli. Zdobyto ponadto 3 sztandary regimentu Joachima Potockiego, żywność, bydło, 400 koni, wozy oraz pieniądze.
Straty wojska rosyjskiego są nieznane.